# Nati nel 1328
| Questa pagina contiene informazioni ricavate automaticamente dalle voci biografiche con l'ausilio del template Bio e di un bot. L'aggiornamento è periodico e automatico e ricostruisce completamente la pagina. Se manca una persona in questa lista, sei pregato di non aggiungerla, ma accertati piuttosto che la sua voce biografica contenga il template Bio e che i dati anagrafici siano correttamente compilati. Se il template Bio manca, inseriscilo tu stesso o, in alternativa, metti l'avviso {{tmp\|Bio}} che ne segnala la mancanza. Se i dati riportati sono sbagliati, correggi direttamente la voce biografica; le modifiche saranno visibili in questa lista entro pochi giorni. Per chiarimenti vedi il progetto biografie. La lista contiene solo le 16 persone che sono citate nell'enciclopedia e per le quali è stato implementato correttamente il template Bio. Pagina aggiornata al 10 ago 2025. |

- 3 febbraio - Eleonora del Portogallo, principessa portoghese († 1348)
- 1º aprile - Bianca di Francia, principessa francese († 1393)
- 12 maggio - Ludovico VI di Baviera, nobile tedesco († 1365)
- 25 giugno - William Montacute, II conte di Salisbury, militare e nobile britannico († 1397)
- 29 settembre - Giovanna di Kent, principessa gallese († 1385)
- 9 ottobre - Pietro I di Cipro, re († 1369)
- 29 ottobre - Hongwu, imperatore cinese († 1398)
- 25 novembre - Benedetto XIII, cardinale spagnolo († 1423)
- 6 dicembre - Maria di Calabria, italiana († 1366)
- Gabriele Dondi dall'Orologio, medico e letterato italiano († 1383)
- Stefano di Durazzo, nobile italiano († 1380)
- Fina Buzzaccarini, nobile italiana († 1378)
- Go-Murakami, imperatore giapponese († 1368)
- Maria di Gheldria, duchessa († 1397)
- Maria Comnena, principessa bizantina († 1408)
- Pedro Tenorio, arcivescovo cattolico spagnolo († 1399)